# Blaas (drijflichaam)
Een blaas was een met lucht gevuld, ballonvormig drijflichaam. Ze was in aantallen in gebruik bij de toenmalige vleetvisserij. De hoeveelheid ervan liep vrijwel in de pas met het nettenaantal. Deze reeks van netten, de vleet - ook wel aangeduid als het want - werd in zee uitgezet en de netten dienden daarna als het ware als een langgerekt gordijn in zee te 'hangen'. Dit kon slechts plaatsvinden door aan de bovenzijde van de netten een aantal drijflichamen - in dit geval dus blazen - te bevestigen. De blazen dreven dus op het wateroppervlak.

## Breel
Niet altijd is bij de uitoefening van de vleetvisserij de blaas het expliciete drijflichaam geweest. Vóór de introductie van de blaas waren bij de Nederlandse vleetvisserij tonachtige drijflichamen in gebruik, breels geheten. Een breel was van hout vervaardigd en ze had oorspronkelijk de vorm van een klein vaatje. Ook bij de vroegere beugvisserij 
waren breels als drijvers in gebruik.

## Schotse blaas
Een definitieve omslag ontstond door het op een zeker moment kiezen voor ballonachtige drijvers die blazen of Schotse blazen werden genoemd. Men had deze blazen bij de, ook met een vleet vissende, Schotten waargenomen. Het door hen toegepaste systeem kwam in principe overeen met dat van de breels. De blazen werden oorspronkelijk vervaardigd van zeildoek. Wanneer eenmaal de ballonvorm was bereikt, werd de blaas geprepareerd en vervolgens wit geverfd. Toen het plastic zijn intrede deed werden de blazen voortaan vervaardigd van deze kunststof.

## Blazentouwen
De op het wateroppervlak drijvende blazen waren met blazentouwen van 3 tot 5 meter lengte onder het zeeoppervlak verbonden met een horizontaal in zee aanwezige lijn, de zogeheten bovenspeerreep. Deze droeg mede het net. Het vastzetten van de blazen aan de vleet vond plaats op het scheepsdek bij het in zee zetten - bij het zogenaamde 'schieten' - van de vleet. 